# Taeniorhachis repens
Taeniorhachis es un género monotípico de plantas herbáceas de la familia de las gramíneas o poáceas. Su única especie, Taeniorhachis repens Cope, es originaria de  Somalia al norte de Mogadiscio. 

## Descripción
Planta perenne; rizomatosa y estolonífera con tallos de hasta 8 cm de alto ; herbácea; 2-5 nudos. Culmos con nodos ocultos por vainas de las hojas. Las hojas no se agregan basales; conspicuamente dísticas; no auriculadas; sin setas auriculares; las láminas de las hojas lanceoladas a ovadas ; rígidas, con márgenes cartilaginosos blancos, densamente pubescente especialmente por debajo; estrechas; de alrededor de 2-4 mm de ancho (?); plana o plegada; sin nervadura transversal (?); persistente (?). La lígula una membrana ciliada, o una membrana con flecos.

## Taxonomía
Taeniorhachis repens fue descrita por Thomas Arthur Cope y publicado en Kew Bulletin 48(2): 403, f. 1. 1993.